# Трёхиглая колюшка
Трёхиглая ко́люшка (лат. Gasterosteus aculeatus) — вид пресноводных лучепёрых рыб из отряда колюшкообразных. Название получил из-за трёх шипов, расположенных перед спинным плавником. Обитает в реках, озёрах и морских прибрежьях Европы, Дальнего Востока, запада и востока Северной Америки. Длина тела достигает 12 сантиметров при массе в 4 грамма.

## Название
В энциклопедическом словаре Брокгауза и Ефрона указано альтернативное название: рогатка.
На Камчатке встречается употребление старого названия хахальча.

## Описание
Трёхиглая колюшка может жить как в морской, так и в пресной воде. Тело несколько удлинённое и сжатое с боков. Хвостовой стебель короткий. Рыба покрыта не чешуёй, а костными пластинками в количестве более двух-трёх десятков. Подхвостовой плавник (7—10 разветвлённых лучей) короче спинного (9—13 лучей) и напоминает его по форме. Впереди подхвостового плавника есть маленькая острая колючка, ещё три расположены впереди спинного плавника. Веерообразные грудные плавники состоят из неразветвлённых лучей. Брюшные плавники имеют форму зазубренных костных колючек. Спинные и брюшные колючки в поднятом положении замыкаются специальной защёлкой, представляя собой грозное оружие. Широкий хвостовой плавник слегка закруглён. Голова относительно большая со слегка заострённым рылом. Рот маленький, верхняя челюсть короче нижней. Глаза относительно большие.
Окраска зависит от возраста, физиологического состояния, места обитания рыбы или времени года. Если зимой колюшки серебристо-сероватые, то летом они становятся зеленоватыми и коричневатыми с серебристым оттенком. Самцы и самки не различаются по окраске, кроме периода размножения. В этот период спина самца приобретает синеватый оттенок, а нижняя часть тела и головы краснеют, глаза становятся ярко синими. У самок непосредственно перед откладыванием икры на спине и боках тела образуются тёмные поперечные полосы, а нижняя сторона туловища становится бледно-жёлтой. После икрометания эта окраска исчезает. Трёхиглые колюшки живут 3—4 года.

## Содержание в аквариуме
Рыба не имеет промыслового значения, но при массовом развитии может использоваться как корм для домашних птиц, удобрения для полей, а также для получения кормовой муки и целебного жира.
Колюшки подвижные, стайные. В период нереста самцы проявляют агрессию, поэтому аквариум должен быть достаточно большим по площади. В качестве грунта следует использовать мелкий песок с зарослями растений, в том числе мелколистных. Освещение должно быть естественным или в виде ламп накаливания, включаемых через переменное сопротивление. Это связано с тем, что при резком изменении освещённости, рыбы пугаются и резко бросаются в стороны. Вода: 16—22°С, dH до 15°, рН 6,5—7,5, богатая кислородом.